# Elefante blanco (película de 2012)
Elefante blanco es una película argentina dramática de 2012 dirigida por Pablo Trapero y protagonizada por Ricardo Darín, Jérémie Renier y Martina Gusmán. La película fue seleccionada para competir en la sección Un Certain Regard del Festival de Cannes de 2012. Ganó el premio de mejor película latinoamericana, Voto del público en el Festival Latinoamericano de Cine de Quito en 2013.

## Sinopsis
Dos curas, Julián (Ricardo Darín) y Nicolás (Jérémie Renier), trabajan junto a Luciana (Martina Gusmán), una asistente social, en una villa marginal de Buenos Aires, Argentina. Juntos luchan a la par para resolver los problemas sociales del barrio. Su trabajo los enfrentará tanto a la jerarquía eclesiástica y a los poderes gubernamentales como al narcotráfico y a la fuerza policial, arriesgando sus vidas por defender su compromiso y lealtad hacia los vecinos del barrio. Los curas trabajaban también en un proyecto para establecer un comedor y poder darle de comer a  toda la gente que vivía en ese sector.

## Reparto
- Ricardo Darín como Padre Julián
- Jérémie Renier como Padre Nicolás
- Martina Gusmán como Luciana
- Federico Barga como Esteban "Monito"
- Walter Jakob como Lisandro
- Edgardo Castro